# Florin Manole
Petre-Florin Manole (n. 6 octombrie 1983, Slobozia, Ialomița, România) este un activist pentru drepturile omului și politician român, ales deputat de București în 2016, 2020 și 2024, pe listele PSD.
Din iunie 2025 este ministru al muncii în guvernul Ilie Bolojan.

## Studii
A absolvit Colegiul Național Mihai Viteazul din Slobozia, apoi Facultatea de Istorie a Universității din București. A participat și la alte programe de studii privind participarea politică a romilor și de cercetarea istoriei romilor.

## Carieră politică
Din 2015 până la sfârșitul lui 2016 a fost membru în Colegiul Director al Consiliul Național pentru Combaterea Discriminării (CNCD).
În alegerile parlamentare din 11 decembrie 2016 a fost propus pe lista PSD București pentru un loc în Camera Deputaților și a fost ales.
Ulterior, a fost reales la următoarele două scrutinuri.
În vara lui 2025, a devenit primul etnic rom care face parte din Guvernul României, după ce a fost validat ca ministru al muncii în guvernul Ilie Bolojan.